# Franconville (Val-d’Oise)
Franconville egy község Franciaországban. Lakosainak száma 38 024 fő (2022. január 1.).

## Földrajza
Franconville Le Plessis-Bouchard, Beauchamp, Cormeilles-en-Parisis, Ermont, Montigny-lès-Cormeilles, Sannois és Taverny községekkel határos.

## Testvértelepülések
- Viernheim
- Potters Bar